# Чемпіонат Німеччини з хокею 1949—1950
Чемпіонат Німеччини з хокею 1950 — 33-ий регулярний чемпіонат Німеччини з хокею, чемпіоном став СК Ріссерзеє.

## Регламент
За регламентом змагань п'ять клубів потрапили одразу до основного раунду чемпіонату, ще три клуби пройшли через відбір регіональних змагань. В групі вісім клубів у двохколовому турнірі розіграли нагороди чемпіонату.

## Підсумкова таблиця
| М  | Команда          | І  | Пер | Н | Пор | Ш      | О  |
| -- | ---------------- | -- | --- | - | --- | ------ | -- |
| 1. | СК Ріссерзеє     | 14 | 12  | 1 | 1   | 93:29  | 25 |
| 2. | Пройзен Крефельд | 14 | 11  | 1 | 2   | 145:36 | 23 |
| 3. | ХК Фюссен        | 14 | 10  | 2 | 2   | 129:27 | 22 |
| 4. | Бад-Наугайм      | 14 | 8   | 2 | 4   | 75:39  | 18 |
| 5. | ХК Кельн         | 14 | 4   | 2 | 8   | 41:105 | 10 |
| 6. | Крефельдер ЕВ    | 14 | 4   | 1 | 9   | 49:72  | 9  |
| 7. | ЕВ Тегернзе      | 14 | 1   | 2 | 11  | 28:112 | 4  |
| 8. | ХК Аугсбург      | 14 | 0   | 1 | 13  | 21:161 | 1  |

Скорочення: М = підсумкове місце, І = ігри, Пер = перемоги, Н = нічиї, Пор = поразки, Ш = закинуті та пропущені шайби, О = набрані очки

## Склад чемпіонів
Склад СК Ріссерзеє: Альфред Гоффманн, Карл Вільд, Густав Єнеке, Ганц Ланг, Філіпп Шенк, Вальтер Шмідінгер, Антон Бірзак, Карл Ензлер, Рудольф Абеле, Франц Штерн, Петер Грюнер, Рейнгард Фунднер. Тренер: Лорней Тротт'є.